# Ondarreta
Ondarreta es una empresa familiar española de diseño y fabricación de mobiliario que surgió a principios del siglo XX en San Sebastián. Desde 1992tiene su sede en Oyarzun (Guipúzcoa). Actualmente está dirigida por Nora y Nadia Arratibel. 

## Historia
Ondarreta surgió como taller de ebanistería en la homónima Playa de Ondarreta,en San Sebastián. Su fundador, el carpintero Juan Arratibel, fabricaba muebles para la alta sociedad a inicios del siglo XX. La empresa fue gestionada a partir de la década de los setenta por su hijo Juanjo Arratibel, a cargo de la parte creativa, y su nuera María Luisa Marilis Galardi, que fue la responsable de su crecimiento. En esta etapa se especializaron en cocinas.
Desde 2010 está dirigida por sus hijas Nora Arratibel (nacida en 1981 y formada en Humanidades y Empresa en la Universidad de Deusto) y Nadia Arratibel (nacida en 1983 y formada en la Architectural Association de Londres y en la Escuela Superior de Arquitectura de la Universidad de Navarra). Ellas han reforzado el área de diseño y la internacionalización de la marca. Oihana Arratibel, hermana de ambas, también trabaja en el ámbito de la decoración y colabora con la empresa.Ondarreta contaba en 2023 con una plantilla de 50 personas. 

## Productos
Sus productos se exportan a 45 países y se ofrecen en 2.000 puntos de venta de todo el mundo. Sus diseños están las oficinas de Linkedin en Chicago, Hermès en París, Nike en Milán, Nestlé en Barcelona, las salas VIP de Iberia, la Catedral de Nuestra Señora de los Ángeles en Los Ángeles, la Biblioteca Universitaria de Montreuil en París, el Marriott de Minsk (Bielorrusia), el Hilton Garden Inn de Dubái, el Centro Botín de Renzo Piano en Santander, el Basque Culinary Center o el Bulli Foundation.
Colaboran con reconocidos arquitectos, diseñadores y artistas como Rafael Moneo, Pascual Salvador, Ander Lizaso, Gabriel Teixidó, Ben van Berkel, Sebastian Herkner y José Manuel Ferrero, así como con estudios emergentes. La mayor parte de sus proveedores son de cercanía, aunque entre ellos también se encuentra Harris Tweed.

## Premios y reconocimientos
Ondarreta fue reconocida con el Premio Nacional de Diseño 2023 en la modalidad de Diseño y Empresa "como exponente de la excelencia del diseño de mobiliario en España, con la investigación, la innovación, la sostenibilidad medioambiental y social y el diálogo con el entorno cercano como señas de identidad".
La empresa ha expuesto en ferias de París (Maison et Objet),Milán (Salone del Mobile) y Alemania,y ha formado parte de la Exposición Spanish Landscapes: Timeline to Design, sobre el diseño español, en el Museo de Diseño de Taipéi (Taiwán) en 2024.
Su trabajo se recoge en la exposición y el documental Artesanos del diseño,sobre el origen de la industria del diseño de mobiliario en Euskadi, presentado en la Bienal Internacional de Arquitectura de Euskadi (Mugak) en 2021.